# SOKIMEX
SOKIMEX ist das größte Mineralölunternehmen in Kambodscha.
Sokimex wurde nach dem Einmarsch vietnamesischer Truppen in Kambodscha 1979 gegründet, um die Versorgung des Landes mit Treibstoffen zu sichern. Der Chef von Sokimex Sok Kong war bis 2007 auch Präsident der kambodschanischen Handelskammer in Phnom Penh – in dieser Funktion Nachfolger des Tycoons Teng Bunma.
Von 1999 bis 2016 kassierte Sokimex die Eintrittsgelder in Angkor: je nach Aufenthaltsdauer zwischen 20 und 60 US-Dollar pro Besucher. Dem Unternehmen gehören zwischenzeitlich auch zwei Luxus-Hotels in Sihanoukville (2004) und Siem Reap (2005).
Neben Sokimex ist das kambodschanische Unternehmen Tela im Bereich der Vermarktung von Mineralöl im Land dominierend. Ausländische Konzerne (Caltex, Total, BP, Petronas) spielen hingegen eine untergeordnete Rolle.
Innerhalb der Hoheitsgewässer Kambodschas werden erhebliche Ölvorkommen vermutet. Die Ausbeutung scheiterte bislang an ungeklärten maritimen Grenzen mit dem Nachbarland Thailand.